# Ryan Moon
Ryan Moon (Pietermaritzburg, 1996. szeptember 15. –) dél-afrikai válogatott labdarúgó, a svéd Varbergs BoIS csatára.

## Pályafutása

### Klubcsapatokban
Ryan Moon a dél-afrikai Maritzburg United akadémiáján nevelkedett, a felnőtt csapatban 2016-ban mutatkozott be. 2016 és 2019 között a Kaizer Chiefs csapatában harminckét mérkőzésen öt gólt szerzett.

### Válogatott
2017. július 15-én góllal debütált a dél-afrikai válogatottban egy Botswana elleni mérkőzésen.

#### Góljai a dél-afrikai válogatottban
| #  | Dátum            | Ellenfél | Eredmény | Kiírás                            | Esemény |
| -- | ---------------- | -------- | -------- | --------------------------------- | ------- |
| 1. | 2017. július 15. | Botswana | 2 – 0    | Afrikai Nemzetek Ligája-selejtező | 27' 65' |

## Magánélete
Testvére, Bryce szintén dél-afrikai válogatott labdarúgó.